# Paracaesio waltervadi
Paracaesio waltervadi is een straalvinnige vissensoort uit de familie van snappers (Lutjanidae). De wetenschappelijke naam van de soort is voor het eerst geldig gepubliceerd in 1992 door Anderson & Collette.